# Licansäure
Die Licansäure ist eine ungewöhnliche, mehrfach ungesättigte und konjugierte Fettsäure. Sie besitzt drei konjugierte Doppelbindungen und eine Ketogruppe. Sie zählt zu den Ketosäuren und den Alkensäuren sowie den Polyenen. Man unterscheidet zwei Formen, eine natürlich vorkommende α- (9Z,11E,13E) und die all-trans β-Form (9E,11E,13E) die Isolicansäure, welche durch Isomerisierung der α-Form entsteht, wie bei der ähnlichen Eleostearinsäure.

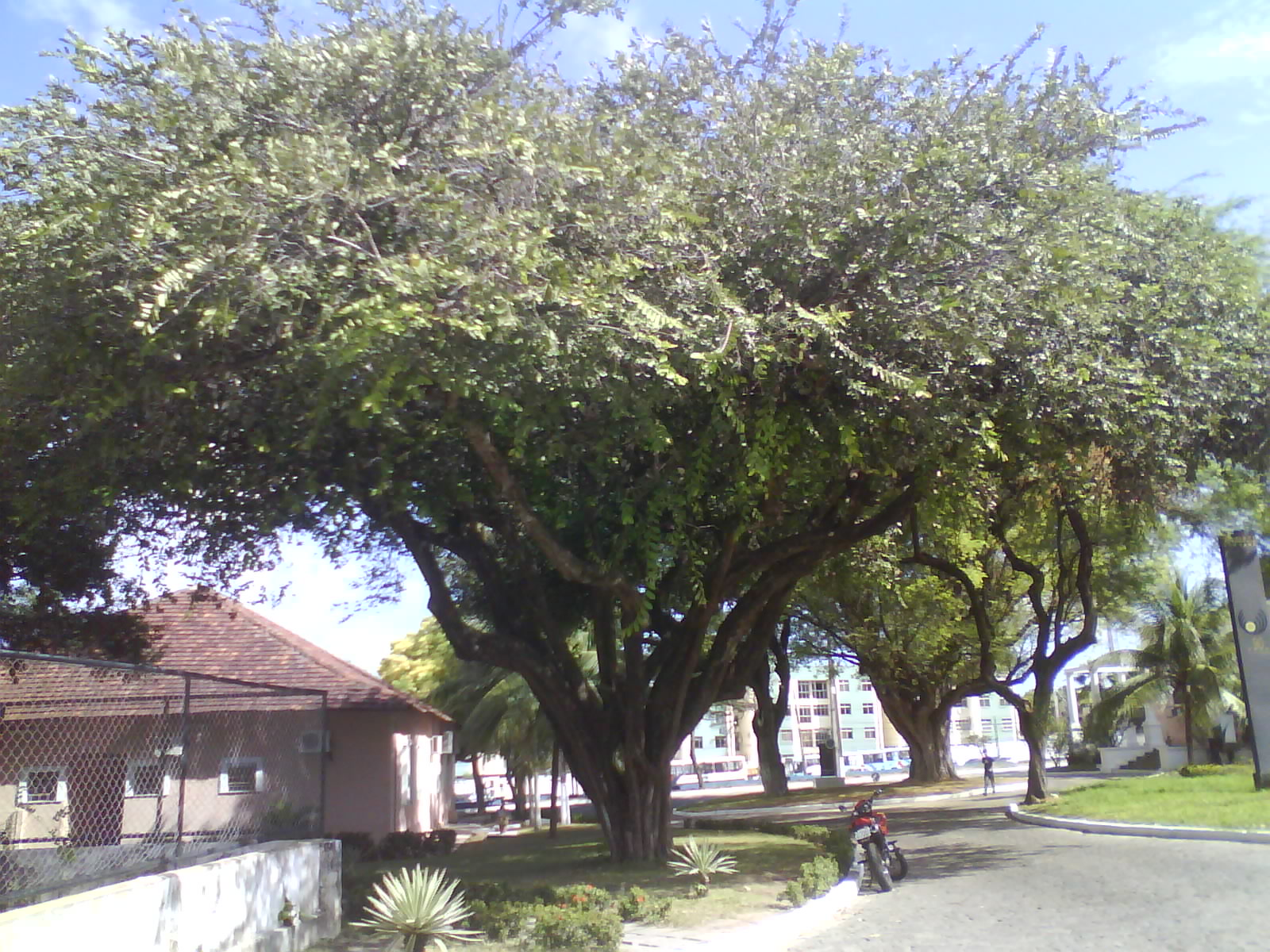
Licania rigida

## Vorkommen
Licansäure kommt im Samenöl von Licania rigida, aus dem Oiticicaöl gewonnen wird, mit bis über 75 % vor. In kleineren Mengen kommt sie in Parinarium annamense, Acioa longipendula (Syn.: Couepia longipendula) und Acioa edulis mit bis über 20 %, sowie in Chrysobalanus icaco zu etwa 10 % vor.
Solche Keto-Fettsäuren kommen selten natürlich vor, nur in wenigen Pflanzenarten oder im Gelée royale.